# Dorota Duda
Dorota Duda (ur. 28 stycznia 1937 w Ligocie Czamborowej) – polska polityk, posłanka na Sejm PRL VIII kadencji.

## Życiorys
Uzyskała wykształcenie podstawowe, z zawodu rolniczka, prowadziła indywidualne gospodarstwo rolne. W 1980 uzyskała mandat posłanki na Sejm PRL VIII kadencji w okręgu Opole. Zasiadała w Komisji Handlu Wewnętrznego, Drobnej Wytwórczości i Usług, Komisji Przemysłu Lekkiego oraz w Komisji Rynku Wewnętrznego, Drobnej Wytwórczości i Usług.
Odznaczona odznaką „Zasłużony dla Opolszczyzny”.